# Berg en Dal
Berg en Dal é um município dos Países Baixos, situado na província da Guéldria. Tem 93,28 km² de área e sua população em 2020 foi estimada em 34.972 habitantes.